# Peter Lindmark
Rolf Peter "Pekka" Lindmark, född  8 november 1956 i Kiruna i Jukkasjärvi församling, är en svensk före detta ishockeyspelare (målvakt). Lindmark är en av de mest meriterade svenska målvakterna genom tiderna med fyra SM-guld med två olika klubbar, två VM-guld och korad till bäste målvakt i VM två gånger. 

## Klubbkarriär
Lindmark växte upp i Kiruna och representerade där båda stadens ledande lag IFK Kiruna och Kiruna AIF. I AIF tampades han bland annat med Göte Wälitalo om att vara ledande målvakt. Pekka värvades från IFK Kiruna till seriekonkurrenten Timrå IK där han fick sitt stora genombrott. Pekka debuterade i Tre Kronor redan som spelare i dåvarande näst högsta serien Division I och var med om att föra upp Timrå tillbaka till Elitserien. Sejouren i högsta serien blev dock bara ettårig. Efter Timrås degradering skrev Lindmark kontrakt med Färjestads BK. Timrå och Färjestad kom dock inte överens om övergångssumman och Lindmark riskerade att bli avstängd från all ishockey som så kallat ettårsfall. Klubbarna enades slutligen om att Lindmark fick spela med Timrå och istället gå till Färjestad gratis året efter. En annan lagkamrat, Anders Wikberg, var i samma situation efter att Timrå inte kommit överens med MoDo HK om dennes övergång. Efter förvecklingarna runt Wikberg och Lindmark ändrade Svenska ishockeyförbundet sina övergångsregler så att spelare inte riskerade att stängas av. 
Den avslutande säsongen i Timrå nådde laget kvalspel men avancerade inte tillbaka till Elitserien. Istället kom Lindmark att kommande säsonger skörda stora framgångar med Färjestad där höjdpunkterna blev två SM-guld efter storspel av Pekka. Efter fyra säsonger i Karlstad värvades Pekka till ett hårdsatsande Malmö IF i division 1. Med starke ordföranden Percy Nilsson inledde Malmö IF en satsning mot Elitserien och Sverigetoppen där ett stort antal riktigt starkt lysande hockeystjärnor lockades till klubben. Satsningen lyckades och Malmö tog sig inte bara upp utan lyckades även vinna två SM-guld under Pekkas sejour i klubben. 
Lindmark gjorde nio säsonger i Malmö under klubbens storhetstid men var på slutet inte självklar starter. Lindmark lämnade klubben och flyttade norrut till Piteå. Han kom att stå som reservmålvakt i båset i en match med Luleå HF och hade även en del ledaruppdrag i klubben. 
Under 2011 var han aktuell som deltagare i tv-programmet Mästarnas mästare men blev utslagen som sjätte deltagare från slutet.

## Landslagskarriär
Lindmark debuterade i landslaget innan han gjort sin första elitseriematch. Efter en lyckad insats i en träningslandskamp fick Pekka fler chanser och spelade sig in i både VM-laget och truppen till Canada Cup. Från 1981 och framåt var Lindmark bofast i landslaget. Pekka bidrog exempelvis stort till Tre Kronors VM-guld 1987. Han storspelade i gruppslutspelsmatchen mot Sovjetunionen, som slutade 2-2.
Han är Stor grabb i ishockey, nummer 119.
Lindmark är bosatt i Piteå.

## Klubbar
- Kiruna AIF -1974
- IFK Kiruna 1974-1979
- Timrå IK 1979-1984
- Färjestads BK 1984-1988
- Malmö IF 1988-1997

## Meriter
- Landskamper: 174
- Världsmästare: 1987 och 1991
- Canada Cup 1984: Silvermedalj (finalförlust mot Kanada)
- Europamästare för klubblag med Malmö IF 1992
- Svensk mästare:
  - 1986 och 1988 med Färjestads BK
  - 1992 och 1994 med Malmö IF
- Guldhjälmen 1987
- Korad till bäste målvakt i hockey-VM 1981 och 1986.
- Kopia av Svenska Dagbladets guldmedalj 1987
- Elitserien i ishockeys All star-lag 1985, 1986, 1987 och 1988
- Hans tröja hissades till taket i Malmö Arena 8 november 2011. [1]
- Invald som nummer 11 i Svensk ishockeys Hall of Fame.